# エンドレスナイトスペシャル
『エンドレスナイトスペシャル』は、かつて関西テレビで放送されていた情報バラエティ番組『エンドレスナイト』のスペシャル版である。1984年から1989年までの大晦日深夜（元日未明）の『ゆく年くる年』の後、午前1時すぎから朝6時まで生放送された。主な出演者はレギュラー番組と同じ、ばんばひろふみ、兵藤ゆき、杉山一雄（関西テレビアナウンサー）とレポーターの女性陣「エンドレスギャルズ」（1期8人、以下ギャルズ）。

## 番組概要
1984年7月から1990年6月まで、6年間にわたって放送された「エンドレスナイト」。関西ローカルの深夜番組でありながら、様々なイベントや視聴者参加企画を展開し、高い視聴率と支持を得ていたこの番組だが、中でも番組のパワーを見せつけたのが、この「エンドレスナイトスペシャル 寝たらアカンで」であった。
通常の放送時間はおよそ3時間強（土曜深夜・終了時間未定）だが、この特別番組はオールナイト放送で5時間弱にわたって放送された。加えて大晦日の夜ということで、視聴者層も幅広く、また鉄道各社も終夜運転を行っていることもあって、実際に生放送に若者が参加できることから、番組が標榜していた「視聴者とのツーウェイ」「イベントと放送の合体」を、この放送で数多く実施した。
関西各地の寺社やディスコをはじめとした、深夜に人が集まる人気スポット等を多元中継で結ぶ他、天気予報や初日の出情報なども伝えた。また放送時期がバブル期と重なっていたこともあり、豪華なお年玉プレゼントも恒例だった。レギュラー出演者のほか、関西テレビのアナウンサーが多数出演した。

## 放送内容

### 1985年（1984年大晦日）
最初のオールナイト放送は当時の人気コーナー「TVオークション」を軸に、随所に織り交ぜながら展開。商品総額は300万円を越え、スタジオにはオークション参加用の電話20台が用意された。この他、守口市の銭湯、神戸・生田神社、京都・祇園界隈（かいわい）からの生中継、スタジオからは第1期ギャルズだったハイヒールのモモコが相方のリンゴとの漫才、同じくギャルズだった中村貴子らが在籍したバンド・ラブ・ポーションのライブなどが放送された。
また、通常のコーナー「ギャルズショッキングレポート」は、ご利益に関するテーマの特集。変わり種ご利益の神社や、滝に打たれてのレポートなどが放送された。スタジオには視聴者や関西テレビ近隣の店から、年越しそばや寿司などの差し入れが数多く寄せられ、反響も大きかった。なお、この放送が関西テレビでは開局以来初の完全オールナイト生放送だった。

### 1986年（1985年大晦日）
この年は関西テレビ近くの太融寺境内で「TVオークション」（前年春まで放送されたチャリティーオークションコーナー）を初の公開形式で展開。前夜21時の開場とともにファンが殺到し、番組の冒頭では「今から来ても入れません」という告知がなされた。オークションでは当時45万円の価格だったワープロが、10万円で買えるなどの激安ぶりに、その興奮はヒートアップする一方だった。
この他にも京都・円山公園で開催された深夜のファッションショー、神戸ワールド記念ホールで行われた、さだまさしのオールナイトコンサート会場、深夜の結婚式場など、6元生中継で展開した。また、スタジオでは「86年これが流行る！」と題し、番組独断で珍グッズやグルメを紹介する企画などが放送された。
なお、この日の放送と直接の関係はないが、その「公開オークション」が開催される24時間前の12月31日未明、会場である太融寺近くで強盗傷害事件が発生した。これを受けて番組は、1986年2月22日に「勇気ある追跡!大阪北区太融寺傷害事件・TV公開調査」を放送。関西テレビの報道記者に加え、大阪府警の刑事も番組に出演。スタジオでは視聴者からの目撃情報を10台の電話で受け付けた。若者向けの情報バラエティ番組としては異例の企画であったが、早期解決に向けて、生放送を活用した、番組の新たな試みであった。

### 1987年（1986年大晦日）
1987年からは地上だけでなく、上空からの生中継も敢行した。パーソナリティーのばんば、兵藤が交互に、関西テレビ所有のヘリコプター「スカイエイト」に乗り込み「夜空のふれあい大作戦」が行われた。
「ヘリコプターの旋回音が聞こえたら、懐中電灯を空に向けてください！」と視聴者に呼びかけると、京都や、神戸など、各地から光がヘリコプターに向けて届けられた。ただ、ばんば・兵藤の2人が座った座席と、カメラマンが座った位置が反対だったために、その反応がわかりにくいという難点もあった。だが、この企画に自宅などで参加した視聴者は多く、1月10日の放送ではヘリコプターを見たという視聴者からの後日談が殺到。当日のエピソードの葉書紹介に40分を費やした。
他にも京都の伏見稲荷大社や、番組視聴者を招待した大阪・梅田のディスコ「RADIO CITY」や、新しい笑いのムーブメントを起こしていた「心斎橋筋2丁目劇場」のオールナイトライブからも生中継を行い、ブレイク前のダウンタウンをはじめ、吉本興業の若手メンバーも中継に登場した。
また、関西テレビ本社屋上には、当時日本に3台しかなかった「ハイパワーレーザー」を設置。深夜の大阪の空に、成層圏まで届くレーザー光線を発射。放送と現実の世界で、同一空間を描き出そうという華やかな展開する一方で、生活情報も番組内で放送。日本道路交通情報センターからの道路情報や、三が日に診療を受け付けている病院の情報などを紹介した。この年は瞬間視聴率が13.4%を記録、また5時間通しての視聴率が8.6%と、番組の人気ぶりを示した。

### 1988年（1987年大晦日）
前年同様のヘリコプター中継が実施されたが、前年の反省を踏まえ、ばんば・兵藤が座る座席とカメラマンの座席を同一方向にし、さらにヘリコプターの後部座席のドアを開け放ったままで撮影することで、撮影とパッシングの確認をわかりやすくした。その結果、東大阪や奈良、そして大阪市内から数多くの光がヘリコプターに向かって送られ、上空の出演者とスタジオも盛り上がりをみせた。
視聴者とのふれ合いの場としては、JR大阪駅に程近い「梅田センタービル」前の広場に、番組グッズ「運ホルダー」にあやかった「エンドレス運社」を設置。5時間の放送中の中盤をここから放送し、さらにこの会場上空をヘリコプターが旋回し、参加者が持ち込んだ懐中電灯の光をヘリコプターに向けて発射し、地上と上空から、その熱狂ぶりを伝えた。また、梅田のイベント会場だけでなく、「シーチャカ」のニックネームで番組の人気者となった千草宗一郎プロデューサー（2005年7月より同局代表取締役社長）と山本浩之アナウンサーによる「移動運社」（移動中継車）が登場。神戸港から出航する前のフェリーや深夜営業の健康ランド、年越し講義を行っている予備校などを訪問した。
この他にも梅田淳アナウンサー（当時）と石巻ゆうすけアナウンサーが、第2期ギャルズの吉内里美と奈良・春日大社から生中継。正月料理の紹介や、参拝客を集めてのゲーム大会など、正月ならではの光景を伝えた。

### 1989年（1988年大晦日）
昭和天皇の闘病中を受けて「自粛」が囁（ささや）かれた年末年始だったが、通常通りにオールナイト放送が行われた。この年は企画を大幅に変更。主軸となる企画はばんば、兵藤、梅田淳＆中島優子アナ、山本浩之＆関純子アナの計4班による移動中継を軸にしたクイズ大会を実施。ばんば・兵藤の中継車は視聴者からのリクエスト先の家庭や、仲間が集まるパーティー会場を訪問。アナウンサーは各地の人気スポットや寺社、さらにラブホテルなどからも中継を行い、中継先の人や物にまつわるクイズを出題した。
スタジオの進行は杉山一雄アナと石巻ゆうすけアナ。解答者はギャルズと番組のレギュラー出演者、同局のアナウンサーの混成チームで放送された。前年春、当時の制作部内のシフトチェンジで、番組を去った千草プロデューサーや「土曜大好き!830」の司会で全国的にも有名な桑原征平アナウンサーも解答者として登場した。

### 1990年（1989年大晦日）
番組最後の年となった1990年の元旦には、京都・嵐山、兵庫・宝塚で開かれた、視聴者参加のクイズ大会に発展、各会場にはそれぞれ3000人の視聴者が集結した。さらに番組前半では岡山放送、テレビ新広島、テレビ愛媛で放送中の生番組と相互乗り入れを行い、4局中継合同クイズも実施された。
クイズ大会では各会場で勝ち抜いた参加者を阪急電鉄の臨時電車や、電飾を施した大型ダンプカーに乗せて大阪のスタジオまで運び、さらにその模様を上空からの生中継で追うなど、ダイナミックな展開で視聴者を巻き込み、高い視聴率を獲得した。なお、このダンプカーは、大阪を舞台にしたハリウッド映画「ブラック・レイン」（リドリー・スコット監督／1989年公開）で鉄工所で犯人を追跡するシーンの中で登場。車体の正面には「エンドレスナイト」と書かれ、さらに両サイドには、フジサンケイグループの「目玉マーク」を正面につけて登場している。
なお、この年より前、大晦日の夜は全国の民放同時生放送の「ゆく年くる年」が放送され、その後を受けてこの「エンドレスナイトスペシャル」が放送されていたが、1989年の大晦日からは、各局が独自で年越し番組を制作・放送するようになった。この年、関西テレビ（フジテレビ系列）は当時人気が高かったシチュエーションコメディドラマ「やっぱり猫が好き」の生放送スペシャル「やっぱり逸見と猫が好き」を放送した。

## 「スペシャル」もうひとつの顔
大晦日スペシャルは、半年毎に交替する奇数期ギャルズの卒業の日でもあり、番組のエンディングは彼女たちの卒業式も行われた。従って午前6時の終了時間が近づくにつれて涙声になるギャルズも多かった。フィナーレでは鏡割りや卒業するギャルズへの花束贈呈も行われるが、ばんばはある年の放送で「この（オールナイトの）放送は、新年最初でおめでたいけど、一方でギャルたちは卒業していくので、寂しさも入り交じる複雑な気分ですね」と語っていた。